# チェロキー郡 (オクラホマ州)
チェロキー郡 (Cherokee County) は、アメリカ合衆国オクラホマ州に属する郡である。人口は42,521人（2000年）。郡庁所在地はTahlequahである。

## 地理
アメリカ合衆国統計局によると、この郡は総面積2,011km2 (776mi2) である。このうち1,945km2 (751mi2) が陸地で、総面積の3.27%にあたる66km2 (25mi2) が水域である。

### 隣接する郡
- デラウェア郡  (北)
- アデア郡  (東)
- セコイア郡  (南)
- マスコギー郡  (南西)
- ワゴナー郡  (西)
- メイズ郡  (北西)

## 人口動勢
2000年国勢調査で、この郡は人口42,521人、16,175世帯、及び11,079家族が暮らしている。人口密度は22/km2 (57/mi2) である。10/km2 (26/mi2) の平均的な密度に19,499軒の住宅が建っている。この郡の人種的な構成は白人56.41%、アフリカン・アメリカン1.20%、先住民32.42%、アジア0.27%、太平洋諸島系0.04%、その他の人種2.10%、及び混血7.56%である。ここの人口の4.14%はヒスパニックまたはラテン系である。
この郡内の住民は26.30%が18歳未満の未成年、18歳以上24歳以下が14.60%、25歳以上44歳以下が25.70%、45歳以上64歳以下が21.50%、及び65歳以上が12.00%にわたっている。中央値年齢は32歳である。女性100人ごとに対して男性は96.30人である。18歳以上の女性100人ごとに対して男性は92.10人である。
この郡内の世帯ごとの平均的な収入は26,536米ドルであり、家族ごとの平均的な収入は32,369米ドルである。男性は25,993米ドルに対して女性は21,048米ドルの平均的な収入がある。この郡の一人当たりの収入 (per capita income) は13,436米ドルである。人口の22.90%及び家族の17.00%は貧困線以下である。全人口のうち18歳未満の28.40%及び65歳以上の13.80%は貧困線以下の生活を送っている。

## 都市及び町
| - Briggs - ドライクリーク - Eldon - フォートギブソン - Hulbert - Keys - ロストシティ - Oaks - パークヒル | - Pettit - Scraper - Shady Grove - Tahlequah（郡庁所在地） - テンキラー - Welling - Woodall - Zeb |

## NRHP 遺跡
チェロキー郡内の以下の遺跡はアメリカ合衆国国家歴史登録財 (National Register of Historic Places, NRHP) の名簿に記載されている：
| - Cherokee Female Seminary、Tahlequah - Cherokee National Capitol、Tahlequah - Cherokee National Jail、Tahlequah - Cherokee Supreme Court Building、Tahlequah - First Cherokee Female Seminary Site、Tahlequah - French-Parks House、Tahlequah - Illinois Campground、Tahlequah | - Indian University of Tahlequah、Tahlequah - Dr. Irwin D. Loeser Log Cabin、Tahlequah - Murrell Home、パークヒル - Ross Cemetery、パークヒル - Tahlequah Armory、Tahlequah - Tahlequah Carnegie Library、Tahlequah - Joseph M. Thompson House、Tahlequah |